# سلیم‌آبچلیک دیهیم‌دار
سلیم‌آبچلیک دیهیم‌دار (نام علمی: Phegornis mitchellii)، یک گونه از پرندگان خانواده سلیمان (Charadriidae) و در سردهٔ Phegornis تک‌نماد است. رابطه این گونه با دیگر سلیم‌ها به درستی آشکار نیست. مطالعه‌ای در سال ۲۰۱۰ نشان داد که ممکن است مربوط به سلیم‌های استرالیایی باشد.
این گونه در مناطق بوم‌گردی علفزار پونا در کوه‌های آند از آرژانتین و شیلی، از طریق بولیوی تا پرو یافت می‌شود. در این زیستگاه، توندرای خزه‌دار، علفزارهای مرتفع، باتلاق‌ها و باتلاق‌ها را ترجیح می‌دهد. این یک گونهٔ کوچنده ارتفاعی است که بین ۳٬۵۰۰–۵٬۰۰۰ متر (۱۱٬۵۰۰–۱۶٬۴۰۰ فوت) تا ۵۰۰۰ بالاتر از سطح دریا زادآوری می‌کند، اما زمستان در ارتفاع ۲٬۰۰۰ متر (۶٬۶۰۰ فوت) است.